# Justin Spring
Pour les articles homonymes, voir Spring.
Justin Edward Spring (né le 11 mars 1984 à Houston) est un gymnaste artistique américain.

## Biographie
Justin Spring, fils de l'astronaute Sherwood Spring, remporte aux Jeux olympiques d'été de 2008 à Pékin la médaille de bronze du concours général par équipe. Il participe aussi au concours général individuel, aux concours de la barre fixe, des barres parallèles, des anneaux et du sol, sans dépasser le stade des qualifications.

## Palmarès

### Jeux olympiques
- Pékin 2008
  -  médaille de bronze au concours général par équipes.

### Jeux panaméricains
- Rio de Janeiro 2007
  -  médaille de bronze au concours général par équipes.